# Dalmannia
Dalmannia es un género de dípteros de la familia Conopidae. Fue descrito por André Jean Baptiste Robineau-Desvoidy en 1830.

## Especies
- Dalmannia aculeata (Linnaeus, 1758, 1761)
- Dalmannia blaisdelli Cresson, 1919
- Dalmannia confusa Becker, 1923
- Dalmannia dorsalis (Fabricius, 1794)
- Dalmannia heterotricha Bohart, 1938
- Dalmannia marginata (Meigen, 1824)
- Dalmannia nigriceps Loew, 1866
- Dalmannia pacifica Banks, 1916
- Dalmannia picta Williston, 1883
- Dalmannia punctata (Fabricius, 1794)
- Dalmannia vitiosa Coquillett, 1892